# Pachyneuron neosolitarium
Pachyneuron neosolitarium is een vliesvleugelig insect uit de familie Pteromalidae. De wetenschappelijke naam is voor het eerst geldig gepubliceerd in 2007 door Narendran.